# Cykl Otta

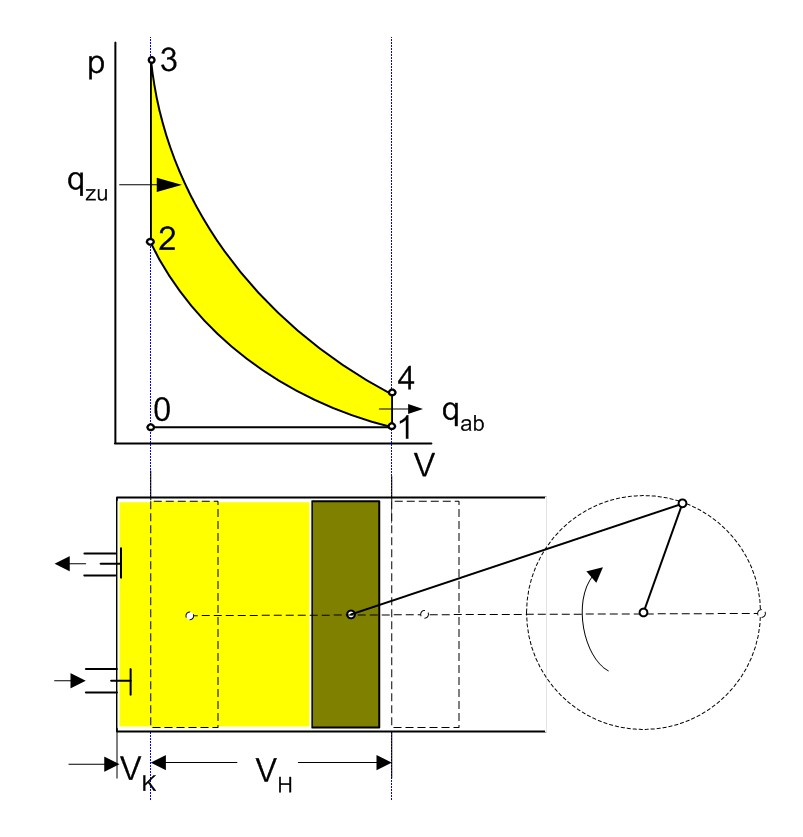
Wykres obiegu Otta

Cykl Otta – odwracalny obieg termodynamiczny składający się z następujących czterech procesów składowych:
- (1-2) sprężanie adiabatyczne,
- (2-3) ogrzewanie izochoryczne (wskutek spalania mieszanki paliwowej, silnik spalinowy),
- (3-4) rozprężanie adiabatyczne,
- (4-1) chłodzenie izochoryczne – wydech,
- (1-0-1) wtrysk paliwa i zasysanie mieszanki.

Cykl Otta jest obiegiem porównawczym tłokowych silników spalinowych z zapłonem iskrowym.

## Sprawność
{\displaystyle \eta =1-\left({\frac {V_{2}}{V_{1}}}\right)^{\varkappa -1},}
gdzie {\displaystyle \varkappa } jest wykładnikiem adiabaty.